# Gneo Cornelio Lentulo l'Augure
Gneo Cornelio Lentulo l'Augure (latino: Gneus Cornelius Lentulus Augur; 47 a.C. circa – Roma?, 25) è stato un politico, generale e sacerdote romano.

## Biografia

### Origini familiari
Della famiglia dei Cornelii. Era probabilmente figlio di Gneo Cornelio Lentulo Clodiano, pretore del 59 a.C., e nipote di Gneo Cornelio Lentulo Clodiano, console nel 72 a.C.. Non ebbe eredi e figli.

### Carriera politica
Ricoprì la carica di augure alcuni anni prima di diventare console nel 14 a.C.. Sempre nel corso di quest'anno divenne presidente del collegio degli Arvali.

### Le campagne contro i Geto-Daci (6 a.C.-11 d.C.)
In un periodo non specificato, ipotizzabile attorno al 6 a.C.-11 d.C. combatté contro i Geti, i Sarmati ed i Daci. Il fine di queste campagne potrebbe essere stato quello di isolare il potente regno dei Marcomanni di Maroboduo sul suo lato orientale, separandolo dall'altro potente e vicino regno dei Daci. L'obbiettivo finale del piano strategico di Augusto era quello di occupare la Boemia, in un piano che prevedeva la sottomissione della Germania Magna, portando i confini imperiali fino al fiume Elba.

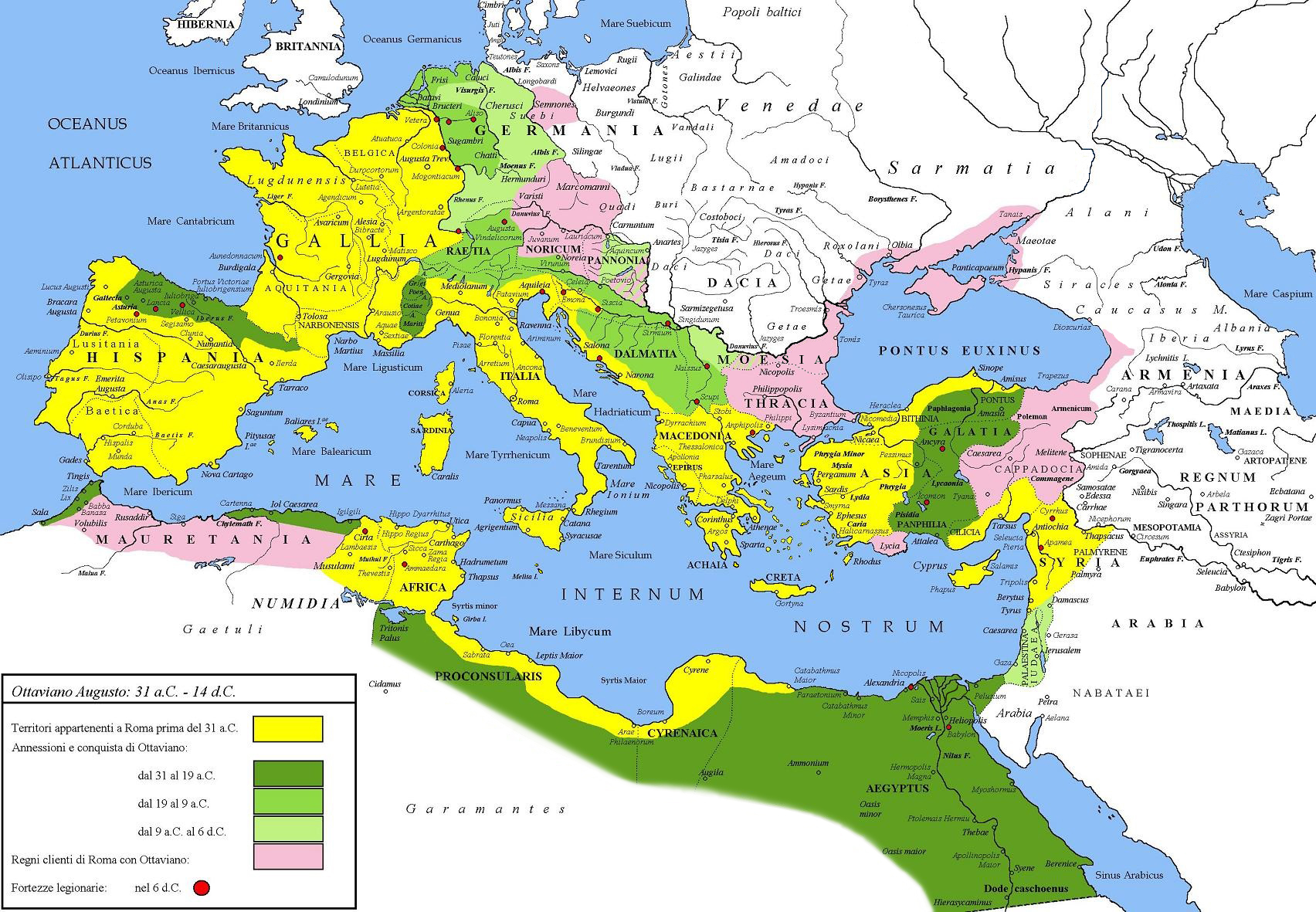
Le conquiste di Augusto: in Europa i suoi generali operarono fino al 6 isolando la Boemia dei Marcomanni, sia lungo il fronte occidentale con l'occupazione della Germania Magna, sia lungo il fronte orientale combattendo i geto-Daci ed i Sarmati.

Nel corso di queste campagne riuscì a respingere i Daci al di là del Danubio ed a costruire, già a quel tempo lungo la riva destra del fiume, presidi semi-permanenti per controllare i movimenti futuri di questo popolo. Queste operazioni si verificarono lungo il limes delle future provincie di Mesia superiore e Pannonia inferiore (a nord di Sirmio e ad est di Singidunum).

### In Asia ed a Roma
Ottenne un proconsolato nella provincia d'Asia attorno al 2-1 a.C., e nel corso della sommossa delle legioni del 14 avvenuta in Pannonia e Dalmazia aiutò Druso minore, figlio di Tiberio a porre fine alla rivolta. Nel 22 durante il processo a Gaio Giunio Silano, proconsole d'Asia, una volta stabilita la colpa di quest'ultimo che aveva approfittato dell'incarico per arricchirsi, Lentulo propose al princeps, Tiberio, di separare nella confisca dei beni, le sostanze della madre, donna della gens Azia, in modo che questi beni dovessero essere resi al figlio di Silano. E Tiberio accettò la proposta. Di questo personaggio abbiamo inoltre notizia anche da Tertulliano, secondo il quale Lentulo si espresse contro l'abbigliamento ed i costumi delle donne romane del suo tempo.

### Gli ultimi anni (24-25)
Pochi anni più tardi, nel 24, Lentulo fu accusato di tradimento nei confronti dell'imperatore ma poco dopo fu liberato da ogni sospetto, e l'anno seguente morì (nel 25).
(Cornelio Tacito, Annales, IV, 44.)
Seneca rivela che la fonte della enorme ricchezza di Lentulo fu dovuta soprattutto a Tiberio, tanto che alla sua morte lasciò allo stesso Princeps 400 milioni di sesterzi, poiché non aveva eredi.